# Weimarer Dreieck 2006

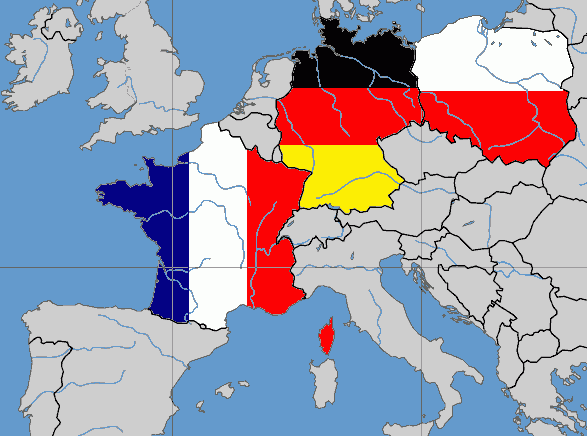
Die Mitgliedsländer des Weimarer Dreiecks

Das 7. Treffen des Weimarer Dreiecks fand am 5. Dezember 2006 in der Alten Abtei in Mettlach (Saar) statt.

## Teilnehmer
Teilnehmer waren die deutsche Bundeskanzlerin Angela Merkel, der französische Staatspräsident Jacques Chirac und der polnische Staatspräsident Lech Kaczynski.
Ursprünglich hatte Kanzlerin Merkel anlässlich des 15. Jahrestages der Gründung des Weimarer Dreiecks für den 3. Juli 2006 an den Gründungsort Weimar eingeladen. Dieses Treffen war jedoch kurzfristig im Zusammenhang mit einer Erkrankung des polnischen Präsidenten abgesagt worden. Für Präsident Chirac war das Treffen in Mettlach bereits seine sechste und letzte Teilnahme an einem Weimarer Gipfeltreffen. Für Kanzlerin Merkel und Präsident Kaczynski war es das erste trilaterale Treffen.

## Themen
Zentrale Themen des Treffens waren die Energiesicherheit der EU, eine stärkere militärische Zusammenarbeit und die EU-Außenpolitik, besonders im Verhältnis zu Russland, die Zusammenarbeit im Bereich der technologischen Forschung, ein EU-Beitritt der Türkei und die politische Lage im Libanon.

### Energiesicherheit
Diskutiert wurde über die Energiesicherheit der EU mit Blick auf Russland. Der polnische Staatspräsident hatte in diesem Zusammenhang erklärt, dass die Frage der geplanten deutsch-russischen Ostseepipeline ein Thema sei, welches auf bilateraler Ebene zwischen Deutschland und Polen zu klären sei.
Im Zusammenhang mit der Sicherung der europäischen Energieversorgung betonten die Gipfelteilnehmer, man sei um eine Energiepolitik für Europa im Geiste der Solidarität bemüht. Zugleich erklärten sie ihren Willen, sich in dieser Frage eng abstimmen zu wollen. Zu Russlands ablehnender Position im Zusammenhang mit einer Ratifizierung der Europäischen Energiecharta äußerten sich die drei Staatschefs nicht. Abschließend hatten die Bundeskanzlerin und die beiden Staatspräsidenten noch einmal eindrücklich die Bedeutung Russlands als strategischer Partner betont und ihre Bereitschaft zur Entwicklung einer dauerhaften Partnerschaft der EU mit Russland, insbesondere im Handels- und Energiesektor betont.

### Außenpolitik und Russland
Beim Verhältnis zu Russland diskutierten die Gipfelteilnehmer besonders die Blockade-Haltung Polens im Zusammenhang mit den Verhandlungen zwischen der EU und Russland über die Verlängerung des Partnerschafts- und Kooperationsabkommens.
Der polnische Präsident forderte die Aufhebung des russischen Embargos für Fleischimporte aus Polen und erklärte sie zur Bedingung für eine Aufhebung seines Vetos.
Kanzlerin Merkel und Präsident Chirac gaben keine Erklärung ab, ob sie Polens Forderungen unterstützen. Der französische Präsident äußerte sich zu diesem Thema lediglich wie folgt: „Unser Wunsch ist es, dass die Verhandlungen über den zukünftigen Rahmen der Beziehungen zwischen der EU und Russland so schnell wie möglich in Angriff genommen werden, insbesondere auch, dass das Embargo auf Fleischprodukte so schnell wie möglich aufgehoben werden kann.“
Ein weiteres Thema, bei dem große Einigkeit zwischen den drei Ländern bestand, war der Stellenwert der Europäischen Nachbarschaftspolitik. Diese sei ein wichtiges Mittel zur Stärkung der Zusammenarbeit an den östlichen Grenzen der EU. Präsident Kaczynski betonte die Bedeutung der Nachbarschaftspolitik. In diesem Zusammenhang war ausdrücklich die gemeinsame Bereitschaft zum Abschluss eines „ehrgeizigen“ und umfassenden Abkommens zwischen der EU und der Ukraine bekräftigt worden, welches eine neue Grundlage für die Zusammenarbeit schaffen sollte. Auch Belarus war in diesem Zusammenhang erwähnt worden.

### Militärische Zusammenarbeit
Weiterhin wurden „mit Befriedigung“ verschiedene Beispiele der engen militärischen Partnerschaft der drei Länder benannt. Die Gipfelteilnehmer bestätigten die gemeinsame Planung einer „Weimar Battle Group“ als Teil einer multinationalen Einsatztruppe, die die EU zukünftig für weltweite Kriseneinsätze bereitstellen wolle. Die Weimar Battle Group war zuvor von den Verteidigungsministern der drei Länder am 25. Juli 2006 in Krakau beschlossen worden. Ebenfalls diskutiert wurde die Mitwirkung der drei Länder an militärischen Operationen im Libanon, in Afghanistan und im Kongo. Zugleich wurde eine „Weimarisierung“ der bereits bestehenden deutsch-französischen Zusammenarbeit in der Diplomatenausbildung vereinbart unter Einbeziehung polnischer Diplomaten.

### Forschung und Entwicklung
Im Zusammenhang mit technologischen Forschung und Entwicklung sprach man sich für eine Zusammenarbeit im Rahmen des Weimarer Dreiecks aus. Während Deutschland und Frankreich bekräftigten, bis zum Jahr 2010 das Lissabon-Ziel erreichen und 3,0 % des BIP für Forschung und Entwicklung 2010 aufwenden zu wollen, konnte Polen mit einem niedrigen Forschungs- und Entwicklungs-Aufwand von lediglich 0,7 % seines BIP nicht viele Fortschritte vorweisen.
Die trilaterale Zusammenarbeit der Hochschulen und der trilaterale Austausch von Studierenden wurden positiv erwähnt.

### Türkei
Ein weiteres Thema war die Vereinbarung von Konsequenzen wegen der Nichtbeachtung des sogenannten Ankara-Protokolls durch die Türkei. Die Regierungschefs konnten sich aber auf keine gemeinsame Formulierung einigen. Angela Merkel hatte sich vor dem Treffen noch für eine „Überprüfungsklausel“ ausgesprochen für den Fall, dass die Türkei das Zusatzprotokoll über die Ausweitung der Zollunion auf die neuen Mitgliedsländer, einschließlich Zypern, weiterhin weder ratifiziert noch vollständig anwenden würde.
Einig waren sich die drei Regierungsvertreter grundsätzlich darüber, dass für diesen Fall notwendige Konsequenzen beschlossen werden müssten. Konkrete Vorschläge für solche Konsequenzen wurden nicht vereinbart. Deutlich wurde lediglich die Unterstützung Frankreichs für die deutsche Position in dieser Angelegenheit.

### Abschluss
Abschließend betonten Merkel, Chirac und Kaczynski die Bedeutung des Gesprächsforums: „Wir sind überzeugt, dass wir heute ebenso wie in den vergangenen 15 Jahren im Rahmen des Weimarer Dreiecks zusammenarbeiten müssen, um Europa zu stärken und den europäischen Gedanken mit neuem Leben zu erfüllen.“